# Климакс
Климакс е крайното устойчиво състояние на дадена екосистема. Всяка екосистема има естествен стремеж към достигане на климакс. Климаксното състояние е резултат от дълъг процес на последователно изменение на съобществата от по-прости, към по-сложни и екологично по-устойчиви, наречен сукцесия. Концепцията за климакса е предложена от американския ботаник Фредерик Клеменц.
Колкото органични вещества се синтезират в екосистемата, толкова се и изразходват. Това състояние се нарича климакс-екологично равновесие.